# Rishageröd vatten
Rishageröd vatten är en sjö i Lilla Edets kommun och Stenungsunds kommun i Bohuslän och ingår i Göta älvs huvudavrinningsområde. Sjön är 12,4 meter djup, har en yta på 0,282 kvadratkilometer och befinner sig 98,3 meter över havet. Vid provfiske har abborre, gädda, mört och siklöja fångats i sjön.

## Delavrinningsområde
Rishageröd vatten ingår i det delavrinningsområde (645366-127931) som SMHI kallar för Mynnar i Göta älvs vattendragsyta. Medelhöjden är 107 meter över havet och ytan är 27,81 kvadratkilometer. Det finns inga avrinningsområden uppströms utan avrinningsområdet är högsta punkten. Brattorpsån som avvattnar avrinningsområdet har biflödesordning 2, vilket innebär att vattnet flödar genom totalt 2 vattendrag innan det når havet efter 61 kilometer. Avrinningsområdet består mestadels av skog (67 %), öppen mark (15 %) och jordbruk (11 %). Avrinningsområdet har 0,57 kvadratkilometer vattenytor vilket ger det en sjöprocent på 2 %.